# Islam-Beka Albíyev
Islam-Beka Albíyev (en ruso: Ислам-Бека Альбиев, también escrito como Islambek Albiev; Grozni, 28 de diciembre de 1988) es un deportista ruso que compitió en lucha grecorromana.
Participó en dos Juegos Olímpicos de Verano, en los años 2008 y 2016, obteniendo una medalla de oro en Pekín 2008, en la categoría de 60 kg.
Ganó dos medallas en el Campeonato Mundial de Lucha, oro en 2009 y plata en 2013, y tres medallas en el Campeonato Europeo de Lucha entre los años 2009 y 2016.

## Palmarés internacional
| Juegos Olímpicos   | Juegos Olímpicos    | Juegos Olímpicos  | Juegos Olímpicos |
| Año                | Lugar               | Medalla           | Categoría        |
| ------------------ | ------------------- | ----------------- | ---------------- |
| 2008               | Pekín (China)       | Medalla de oro    | 60 kg            |
| Campeonato Mundial |                     |                   |                  |
| Año                | Lugar               | Medalla           | Categoría        |
| 2009               | Herning (Dinamarca) | Medalla de oro    | 60 kg            |
| 2013               | Budapest (Hungría)  | Medalla de plata  | 66 kg            |
| Campeonato Europeo |                     |                   |                  |
| Año                | Lugar               | Medalla           | Categoría        |
| 2009               | Vilna (Lituania)    | Medalla de oro    | 60 kg            |
| 2012               | Belgrado (Serbia)   | Medalla de bronce | 66 kg            |
| 2016               | Riga (Letonia)      | Medalla de oro    | 66 kg            |